# Megalomus tortricoides
Megalomus tortricoides is een insect uit de familie van de bruine gaasvliegen (Hemerobiidae), die tot de orde netvleugeligen (Neuroptera) behoort. 
Megalomus tortricoides is voor het eerst wetenschappelijk beschreven door Rambur in 1842.